# David Seyfort Ruegg
David Seyfort Ruegg (Binghamton, 1 augustus 1931 - Londen, 2 februari 2021) was een Amerikaans Indiakundige, tibetoloog en boeddholoog.
David Seyfort Ruegg slaagde aan de École pratique des hautes études in 1957 voor historische wetenschappen en Sanskriet. Hij publiceerde zijn thesis Bijdragen aan de geschiedenis van de Indiase linguïstische filosofie in 1959. Hij werd nogmaals doctor in de Taalkunde aan Sorbonne in Parijs op de thesis De theorie van tathâgatagarbha en gotra: studies over de soteriologie en de gnoseologie van het boeddhisme en een tweede thesis over de Verhandeling van de tathâgatagarbha van Bu ston Rin chen grub. In 1964 werd hij lid van de École Française d'Extreme Orient, waar hij onderzoek deed naar de geschiedenis, filologie en filosofie van India, Tibet en het boeddhisme.
Vanaf 1967 bezette Ruegg de leerstoel Talen en Culturen van India en Tibet in de Universiteit Leiden. Zijn voorganger was Jan Willem de Jong en zijn opvolger Tilmann Vetter.